# Lípy u kaple svatého Jana Křtitele
Lípy u kaple svatého Jana Křtitele jsou dva památné stromy lípy malilisté (Tilia cordata) v Kadani v okrese Chomutov v Ústeckém kraji.
Rostou v Doupovských horách na k. ú. Kadaň v nadmořské výšce 320 m v zeleni vedle kaple svatého Jana Křtitele při jihozápadním okraji města.

## Základní údaje
Obvody kmenů měří 416 cm a 341 cm, koruny stromů dosahují do výšky 15 a 14 metrů (měření 2009). V roce 2009 bylo stáří mohutnějšího stromu odhadováno na 350 let, druhého na 250 let.
Lípy jsou chráněny od roku 1997 jako ochrana genofondu, součást kulturní památky a stromy s významným vzrůstem.

## Stromy v okolí
- Kadaňská douglaska
- Máchův dub
- Dub svatého Petra a Pavla
- Svatojánská lípa v Kadani
- Nádražní lípa
- Sládečkův dub